# Scott Ollerenshaw
Scott Ollerenshaw (ur. 9 lutego 1968 w Sydney) – australijski piłkarz występujący na pozycji pomocnika lub napastnika.

## Kariera klubowa
Ollerenshaw karierę rozpoczynał w 1986 roku w zespole St. George Saints z National Soccer League. W sezonie 1989 wywalczył z nim wicemistrzostwo NSL. W 1989 roku przeszedł do Sydney Olympic, z którym w sezonie 1989/1990 zdobył mistrzostwo NSL. Graczem Sydney Olympic był przez dwa sezony. Następnie przez jeden sezon grał w innej drużynie NSL – APIA Leichhardt.
W 1992 roku Ollerenshaw został graczem angielskiego Walsall z Division Three. Spędził tam sezon 1992/1993. Następnie wrócił do APIA Leichhardt, a w 1994 roku przeszedł do malezyjskiego Sabah FA. W sezonie 1996 zdobył z nim mistrzostwo Malezji. W Sabah grał do 1997 roku. Potem występował w innym malezyjskim klubie – Negeri Sembilan FA, a także w Australii w Northern Spirit FC oraz w Ryde City SC. W 1999 roku zakończył karierę.

## Kariera reprezentacyjna
W reprezentacji Australii Ollerenshaw zadebiutował 15 listopada 1987 w wygranym 3:0 meczu kwalifikacji Letnich Igrzysk Olimpijskich 1988 z Chińskim Tajpej. 9 lipca 1988 w wygranym 3:0 towarzyskim pojedynku z Arabią Saudyjską strzelił pierwszego gola w kadrze.
W 1988 roku był członkiem reprezentacji na letnich igrzyskach olimpijskich, zakończonych przez Australię na ćwierćfinale. Wystąpił na nich w pojedynku fazy grupowej z Nigerią (1:0).
W latach 1987–1989 w drużynie narodowej rozegrał 14 spotkań i zdobył 2 bramki.